# Kubizmus
A kubizmus avantgárd művészeti mozgalom volt a 20. század elején. Picasso és Braque képeivel kezdődött 1907-ben és lényegében az első világháború kitörésével, 1914-ben merült ki. Rövid időszaka ellenére látásmódja máig hat a művészetre.

## A név eredete
Elnevezését a 'cube' (kocka) szóból alkotta meg Daniel-Henry Kahnweiler kritikus.

## Jellemzői, törekvései
A kubizmus új plasztikai nyelvet próbált teremteni, s szakított a reneszánsz óta
uralkodó empirikus látványszerűséggel. A klasszikus térszemlélet, perspektíva és képszerkesztés helyébe új megoldást próbált állítani, mégpedig olyat, amely megfelel a természettudomány modern forradalma következtében módosult természetértelmezésnek, a relativitás tér és idő koncepciójának is. Végsőkig fokozta a szerkezetet, a tárgyakat és a téri viszonylatokat meghatározó geometriai szükségszerűségeket. A kubisták általában közismert motívumokat vettek például gitárt, palackot, gyümölcsöstálat, emberi alakot.

## A kubizmus történetének szakaszai

### „Cézanne-i”periódus (1907–1909)
Az első periódusban a cézanne-i elvnek megfelelően a forma geometrikus átfogalmazása történik meg, de még nem szakítanak teljesen a klasszikus távlattannal. A színt, mint az illuzionizmus legfőbb eszközét, már ekkor is redukálják, ezzel elszakadva Cezanne-tól.

### „Analitikus”periódus (1910–1912)
A második periódust a „szimultanizmus”  jellemzi, azaz ugyanazon a képen többféle nézőpontot egyesítenek, ugyanazt a tárgyat különféle nézőpontból vizsgálják meg, mintegy kiterítik a felületre, széttördelik. A tömeg elveszíti jelentőségét a felülettel szemben. Az uralkodó szín a barnásszürke. A művészek, ha táblaképet festenek is, szakítanak a táblakép-koncepcióval, a kép szerkezete túlkívánkozik lezárt határain. A tárgyakat analizálják tehát, felbontják, innen is kapta e fázis a nevét.
Picasso Hegedű és szőlő csendélete 1912-ben készült. A hegedűfej csigáját és az egyik kulcsot úgy látjuk, ahogy képzeletünkben szokott megjelenni, azaz oldalról. A hangnyílásokat viszont már szemből látjuk. Picasso eltúlozta a hegedű testének hajlatait. A vonó és a húrok valahol az űrben lebegnek, sőt a húrokat kétszeresen látjuk egyszer szemből, másszor pedig az f-nyílás környékén. A kép a széttört formák ellenére sem zűrzavaros. Ennek az az oka, hogy a művész többé-kevésbé egységes formákból konstruálta képét, így a festmény egésze következetes szerkezetet ad.

### „Szintetikus”periódus (1913–1914)
A harmadik periódusban a naturális tárgyak utánzását már szabadon kitalált képzőművészeti „jelek” használata helyettesíti. Ezt is több perspektivikus nézőpont jellemzi, a tömegek még inkább felszívódnak a síkban. A második korszak szürkés-barnás tónusa helyett gazdagodnak a színek. Mozgalmas ritmus hatja át a kompozíciókat. A statikusság helyett a mozgás hangsúlyozódik, s ezzel – a kubisták esztétikája szerint – a reneszánsz térformálása helyébe az időbeli forma lép.
Picasso Fej című képét 1928-ban készítette. Durva anyagból vágta ki a fej körvonalait, ráragasztotta rajzlapjára, majd szélére rajzolta a két sematikus szemet, jókora távolságra egymástól. Derékszögben megtört vonallal ábrázolta a szájat, melyben a fogsort is láthatjuk, az arc körvonalát hullámos vonallal érzékeltette.
A kubista művészek számára a forma nagyon fontos. Paul Klee leírja, hogyan kezdte el egymáshoz viszonyítani a vonalakat, színeket, árnyalatokat, hogy a keze között alakuló formák lassanként valódi vagy vélt képmássá alakulnak képzeletében. Meg volt győződve arról, hogy maga a természet alkot a művész személyén keresztül, ugyanaz a titokzatos erő, amely a történelem előtti állatokat és a mélytengeri fauna tündérvilágát alkotta, a mai napig is ott munkálkodik a művészetben. Parányi mese egy parányi törpéről című képén, amit 1925-ben készített, megfigyelhetjük a kis gnóm meseszerű átalakulását: az emberke feje ugyanis egyúttal része a felette levő nagyobb arcnak is. Valószínűtlen, hogy Klee már a kép festése előtt kigondolta volna ezt a trükköt. A formákkal való játszadozás vezethette rá a művészt.
Lyonel Feininger háromszögei azt a hatást keltik, mintha egymás mögött állnának. Egymást fedő áttetsző háromszögekből építette fel képeit, melyek így több réteg benyomását érzékeltették. Így sikerül bizonyos mélységet érzékeltetniük, és a művész egyszerűsítheti a tárgyak körvonalait, anélkül, hogy képe lapossá válna. Vitorlások című képe is azt bizonyítja, hogy sajátos technikájával nemcsak térhatást, hanem mozgást is tudott érzékeltetni.
Alberto Giacometti célja többek között az volt, hogy egy darab lemezt emberfejjé formáljon. Azt kutatta, mennyit őrizhet meg a művész a lemez eredeti formájából. Úgy találta, nem szükséges lyukasztással szemet adnia szobrának, elég ha két egyszerű kis mélyedést homorít a lemezbe.
Az irányzat döntő hatású volt a kubizmust az art déco stílussal ötvöző Tamara de Lempicka fejlődésére.

## Képviselői a festészetben

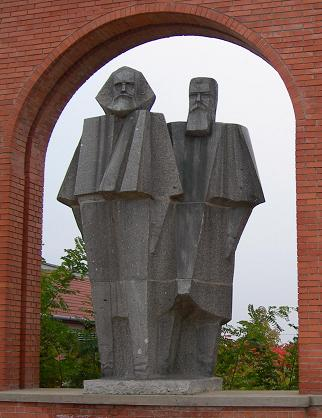
Marx és Engels – a világon egyedülálló módon – kubista stílusban készült szobra a budapesti Memento Parkban. Eredetileg a Jászai Mari téren állt. Alkotó: Segesdi György (1971).

- Pablo Picasso
- Georges Braque
- André Lhote
- Albert Gleizes
- Juan Gris
- Fernand Léger
- Robert Delaunay
- Marcel Duchamp
- Kmetty János
- Nemes-Lampérth József
- Tihanyi Lajos
- Szobotka Imre

## A kubizmus Magyarországon

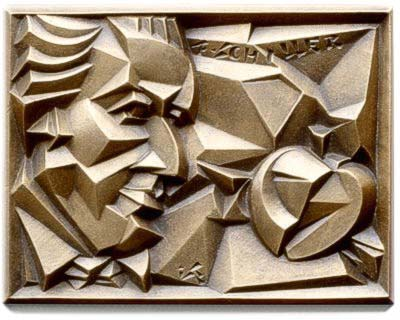
ifj. Szlávics László: Friedrich Schiller, bronz, öntött, 140x185 mm, 1991

Magyarországon a kubizmus leginkább Tihanyi Lajos, Kmetty János, s bizonyos fokig Nemes-Lampérth József festészetében hagyott mély nyomokat, továbbá Derkovits Gyula festészete is fejlődött a kubizmus mentén. A posztkubista periódusban Segesdi György szobrászatában is találunk rá példát. 1971-ben állították föl Karl Marxról és Friedrich Engelsről – a világon egyedülállóan – kubista stílusban készült emlékművét a Jászai Mari téren. Ma a Memento Parkban tekinthető meg. Az éremművészet területén Meszes Tóth Gyula, Czinder Antal és ifj. Szlávics László munkásságában találunk nagyobb számban a klasszikus kubizmus hatását mutató alkotásokat.

## A cseh kubizmus

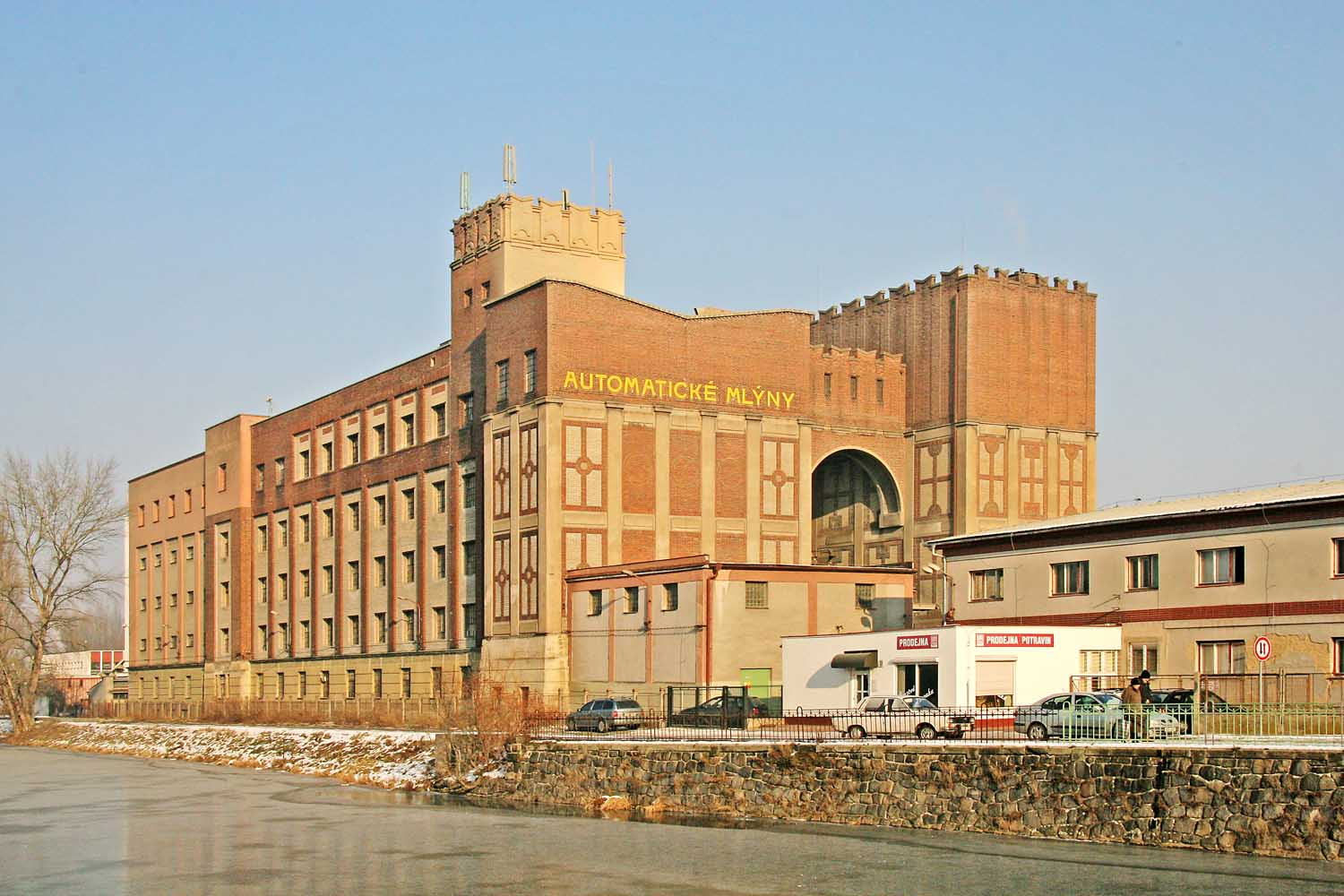
Josef Gočár: A pardubicei gépmalom

A cseh kubizmus látszólag előzmények nélkül jelent meg 1910-ben, majd tűnt el kevesebb mint egy évtized múlva. Ez az avantgárd irányzat azonban fontos előfutára volt az 1920-as–1930-as években vezető stílussá vált art deco irányzatának.
A cseh kubista építészet (amely a premodern építészet egyik irányzata) legjelentősebb képviselői:
- Pavel Janák (1881–1956) építész és bútortervező, urbanista,
- Josef Chochol (1880–1956) és
- Josef Gočár (1880–1945)

építészek voltak.
1994-ben stílusosan a felújított Fekete Madonna házban helyezték el a Cseh Kubista Múzeumot. A kiállítás túlterjeszkedett az épület három fölső szintjén, de a hely még így is kicsinek bizonyult, ezért egyes tárgyakat a Nemzeti Galéria Kereskedelmi Palotájában, másokat a Kampa Múzeumban állítottak ki. 2012-ben a múzeumot továbbköltöztették a Veletrini-palotába.